# 2-pirrolidone
Il 2-pirrolidone è un composto organico facente parte della famiglia dei lattami.
È un liquido incolore utilizzato nell'industria come solvente polare non corrosivo per numerose applicazioni tecniche. è miscibile con numerosi solventi, come acqua, etanolo, dietiletere, cloroformio e benzene.
Il 2-pirrolidone è usato come intermedio per la sintesi di numerosi polimeri come il polivinilpirrolidone.
Il 2-pirrolidone può causare irritazioni a contatto con la pelle e gli occhi, se ingerito o inalato.
Viene usato per la realizzazione degli inchiostri color magenta e ciano.